# ロケット団よ永遠に
「ロケット団よ永遠に」（ロケットだんよえいえんに）は、日本のテレビアニメ・ポケットモンスター内の犯罪組織・ロケット団の1作目のシングル。1997年12月10日にピカチュウレコードから発売された。

## 概要
- ムサシ、コジロウ、ニャースからなるロケット団のメジャーデビューシングル。
- カップリング2曲目はテレビアニメ『ポケットモンスター』のエンディングテーマに2度使われた。また、表題曲のみ3人による歌唱曲で、カップリングの2曲はコジロウとニャース各々によるソロ曲となっている[注 1]。
- オリコンチャート初登場13位を獲得。自身初のトップ20入りを果たした。

## 収録曲
1. ロケット団よ永遠に [4:43]
歌：ロケット団（ムサシ、コジロウ、ニャース）
作詞：首藤剛志、作曲・編曲：たなかひろかず、オーケストレーション：宮崎慎二
  - 首藤はこの楽曲の作詞を30分以内で完成させており、ラップやアドリブの会話、ごろ合わせなどミュージカルで使用されるようなテクニックを詰め込んだという[1]。
2. ラッキーラッキー [3:00]
歌：コジロウ
作詞：川村久仁美、作曲・編曲：たなかひろかず
3. ニャースのうた [4:11]
歌：ニャース
作詞：戸田昭吾、作曲・編曲：たなかひろかず
4. ロケット団よ永遠に (オリジナルカラオケ) [4:43]
5. ニャースのうた (オリジナル・カラオケ) [4:09]

## 参加ミュージシャン
ロケット団
- ムサシ（CV:林原めぐみ）：Vocal (#1)
- コジロウ（CV:三木眞一郎）：Vocal (#1,2)
- ニャース（CV:犬山犬子）：Vocal (#1,3)

Support Musician
- 伝田一正：Guitar (全曲)
- 渡部チェル：Organ & Synth Bass (#1,4)、Synthesizer (#2)、Electoric Piano (#3,5)
- 藤沢秀樹：Bass (#1,3〜5)
- 神保彰：Drums (#1,4)
- 酒井彰：Drums (#3,5)
- 斉藤謙策：Percussion (#3,5)
- 岳原史子：Chorus (#2)

## タイアップ
- テレビ東京系列アニメ『ポケットモンスター』2代目・5代目エンディングテーマ (#3)

## 収録アルバム
- 白い明日だ!ロケット団 (#1,2)
- ポケモン♪ベストコレクション (#1,3)
- みんなで選んだポケモンソング♪ベストコレクション (#1,3)[注 2]